# Oberndorf (Oste)
Pour les articles homonymes, voir Oberndorf.
Oberndorf est une commune allemande de l'arrondissement de Cuxhaven, dans le land de Basse-Saxe.